# 1888年の大ブリザード
1888年の大ブリザード（1888ねんのだいブリザード）は、1888年3月11日-3月14日にかけてアメリカ合衆国を襲ったブリザードであり、アメリカ合衆国の歴史上で、最も激しいブリザードの一つとして知られている。このブリザードにより、アメリカ合衆国東海岸のチェサピーク湾からメイン州にかけての一帯は壊滅した。アトランティック・カナダも被害を受けた。雪はニュージャージー州、ニューヨーク州、マサチューセッツ州、ロードアイランド州、コネチカット州のそれぞれ一部で25センチメートルから150センチメートル降った。20メートル毎秒を上回る強風が続き、これにより15メートルを超える吹き溜まりが発生した。鉄道は運休し、人々は最長で1週間、自分の家から出られなくなった。線路や電線にも障害が発生し、これによりインフラ設備を地下化させる動きに拍車がかかった。消防・救急といった緊急サービスもまた被害を受けた。

## ブリザードの詳細

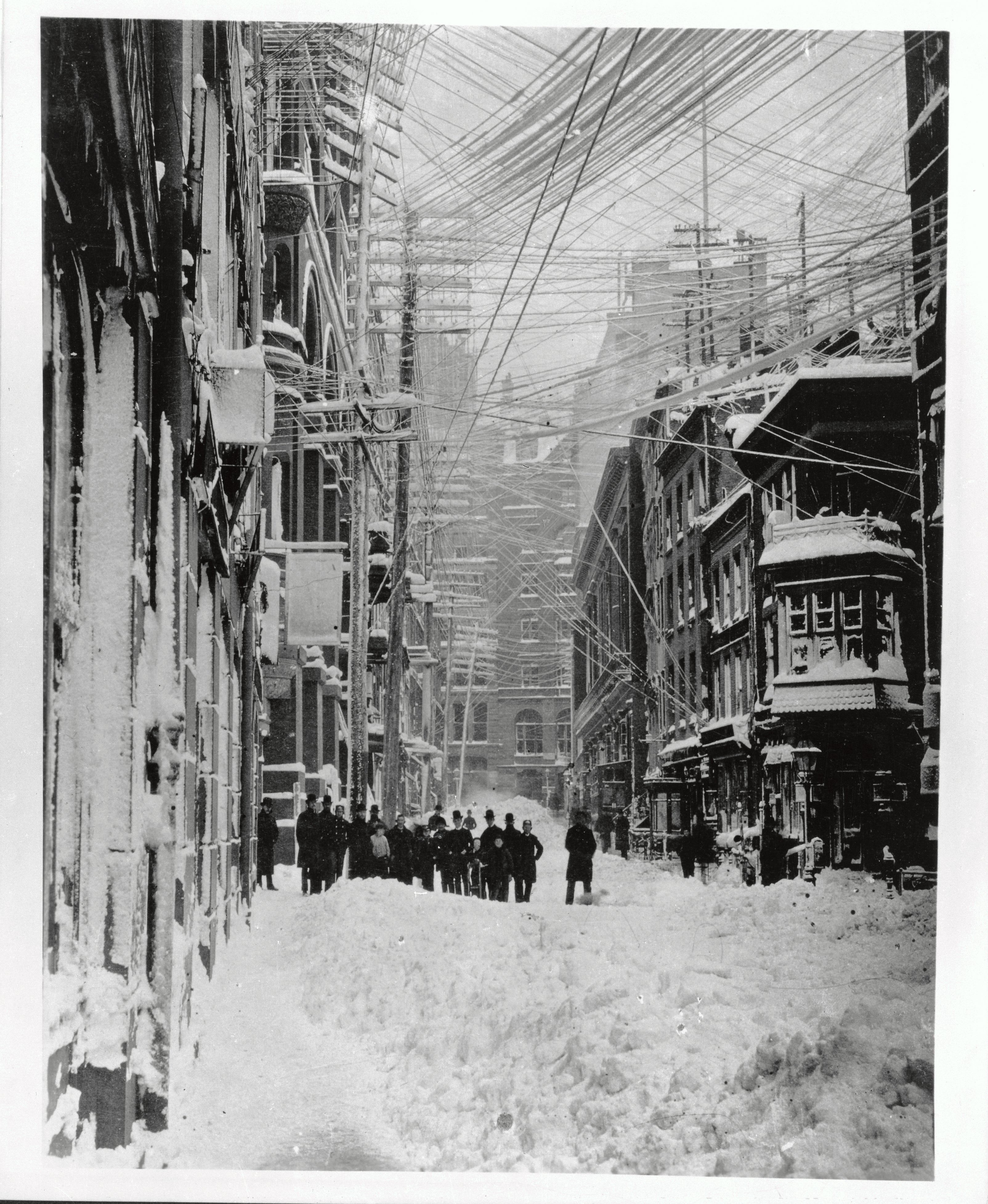
ブリザードが襲来したニューヨーク市の通り。多くの架空電線が破壊され、市民には警戒が呼びかけられた。

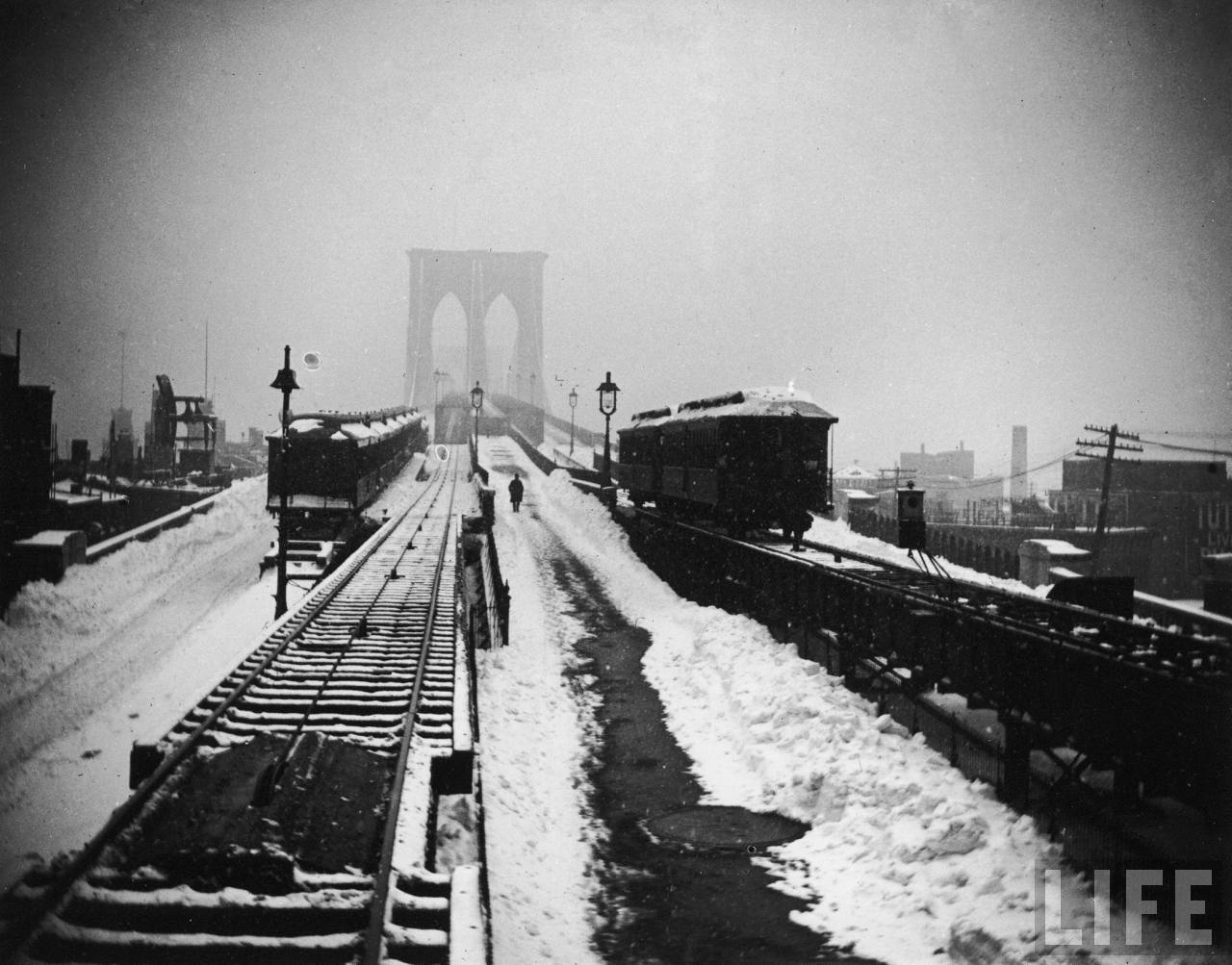
ブリザードが襲来したブルックリン橋

ブリザードの直前、天候は季節外れに快適で、激しい雨が降っていたが、気温が急速に下がるにつれて、雪に変わった。本格的にブリザードが始まったのは3月12日の0時を少し過ぎた頃で、丸1日半の間、弱まらずに続いた。2007年の記事によれば、アメリカ国立気象局はこのノーイースターにより、コネチカット州とマサチューセッツ州のそれぞれ一部で約130センチメートル、ニュージャージー州とニューヨーク州のそれぞれ一部で約100センチメートルの深さの吹き溜まりが出現するだろうと推測していた。バーモント州北部のほとんどの地域では、51センチメートルから76センチメートルの降雪があった。
吹き溜まりの深さは平均して、ニューイングランド地方からニューヨーク州にかけては9メートルから12メートルと、住宅の屋根より高くなった。3階建ての家が吹き溜まりの雪に完全に埋もれたという報告もある。最も深い吹き溜まりはニューヨーク市ブルックリン区のグレーブセンドに発生したもので、その深さは16メートルに達した。各地の降雪の深さは、ニューヨーク州サラトガスプリングでは150センチメートル、同州オールバニでは120センチメートル、コネチカット州ニューヘブンでは110センチメートル、そしてニューヨーク市では56センチメートルに達した。このブリザードは激しい風ももたらした。ニューヨーク市における公式な最大風速の記録は18メートル毎秒で、ブロック島では24メートル毎秒の突風が吹いたが、非公式には36メートル毎秒の突風が吹いたとの報告もある。ニューヨーク市内のセントラルパークにある観測所では、最低気温が-14 ℃まで下がったほか、日中の平均気温も-13 ℃までしか上がらず、いずれも3月としては観測史上最も低くなった。

## 被害
ニューヨークでは、鉄道と道路交通のどちらもがあちらこちらで何日にもわたり不通となった。コネチカット州ウェストポートのニューヨーク・ニューヘイブン・アンド・ハートフォード鉄道の線路上には吹き溜まりができ、除雪するのに8日間かかった。ブリザードの結果として発生した交通機関の麻痺の一部は、ブリザードの9年後に開業した、アメリカ合衆国で初めての地下鉄であるマサチューセッツ湾交通局の地下鉄の建設作業が原因である。ニューヨーク証券取引所は2日間閉鎖された。
同じように、モントリオールと、アメリカ合衆国北東部のワシントンD.C.からボストンにかけてのほとんどの大都市を結ぶ電信設備も、何日間にもわたり障害を受けた。ブリザードの後、ニューヨークでは電信設備と電話設備の建設が地下で行われたが、これは設備が再び破壊されることを防ぐためであった。
消防署も機能しなくなり、消火作業ができなくなったことによる財産的な損失だけで2500万ドル、2020年現在の価値に換算すると7億ドルに達したと推定されている。このブリザードの影響で、ニューヨーク州デランソンの近くにクリストマン・バード・アンド・ワイルドライフ自然保護区が設定された。
チェサピーク湾からニューイングランド地方にかけての一帯では、200隻を超える船が陸に打ち揚げられたり、大破したりしたために、少なくとも100人の船員が死亡した。このブリザードと、凍てつくような寒さで400人を超える人々が犠牲になったが、ニューヨーク市だけでそのうちの200人を占めた。雪を大西洋に投げ込む努力がなされた。ブリザードが終わった後、融けかけていた雪が原因で、深刻な洪水が発生し、特に地形的な理由から洪水に弱いブルックリン区では激しかった。
もっとも、1888年のブリザードではすべての地域が特筆すべき被害を受けたわけではなかった。ブリザードの5日後に発行された『ケンブリッジ・プレス』の記事には、「この近傍で降った雪の量は比較的少なかった。もし強風を伴っていなければ、このブリザードは量の面、すなわち、合計の積雪深が25センチメートルを上回るようなものではなかったという点で取るに足らないようなものであっただろう」とあった。
影響力の大きな共和党の政治家であったロスコー・コンクリングは、このブリザードが原因で死亡した。

## 写真

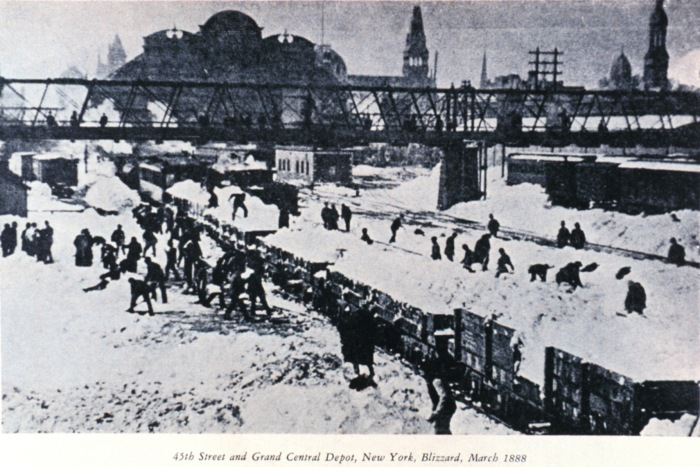
3月12日、マンハッタンのグランドセントラル駅と45番通りにて。
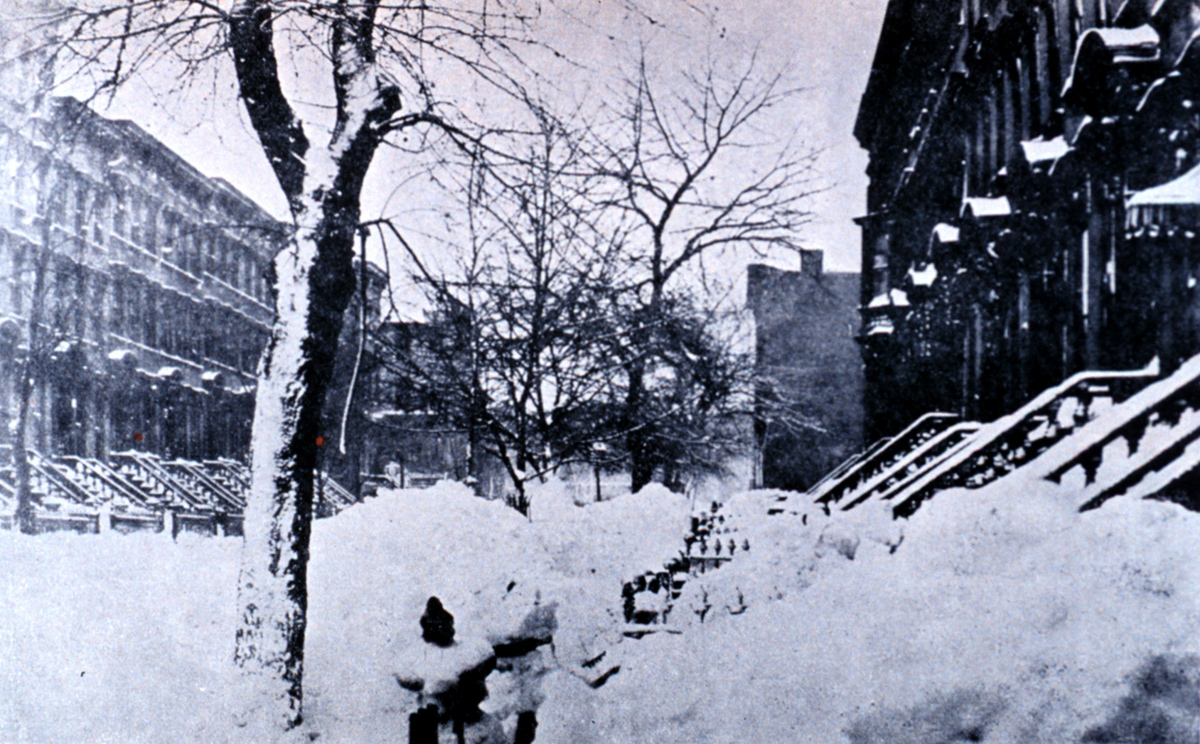
3月14日、ブルックリンのパークプレイスにて。
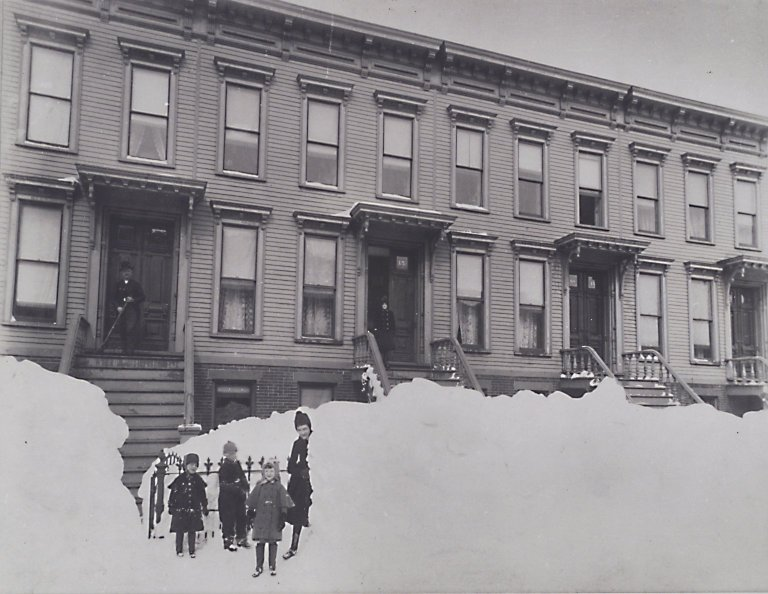
ブリザードの後、ブルックリンの子供。
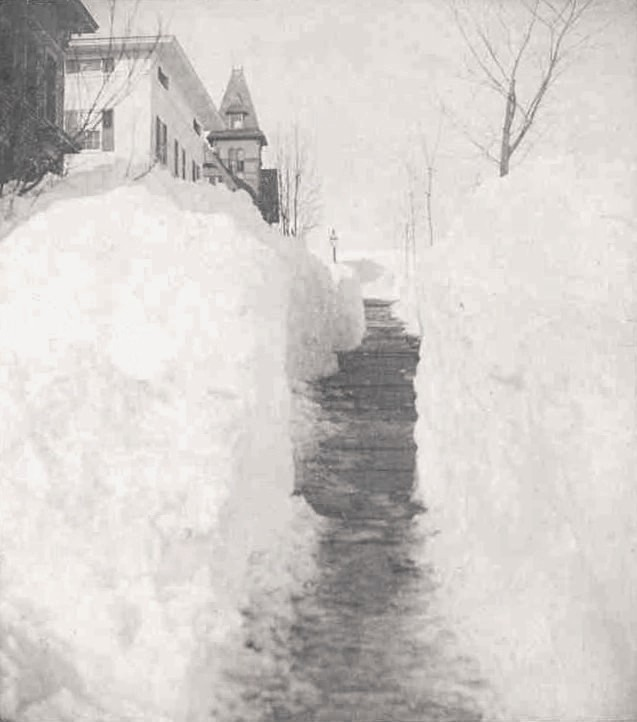
3月13日、コネチカット州ニューブリテンにて。
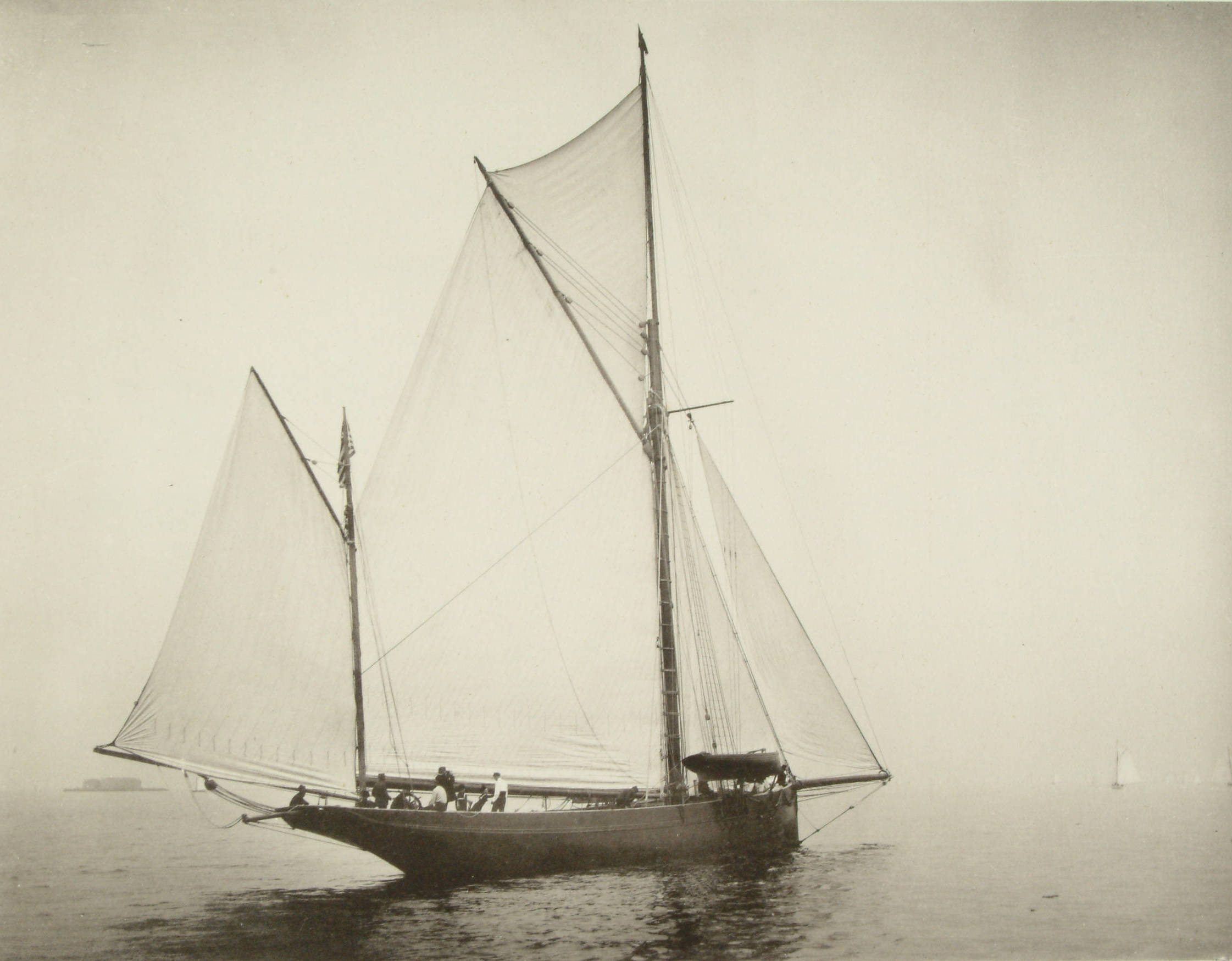
ブリザードにより全船員もろとも行方不明になったキティラ号
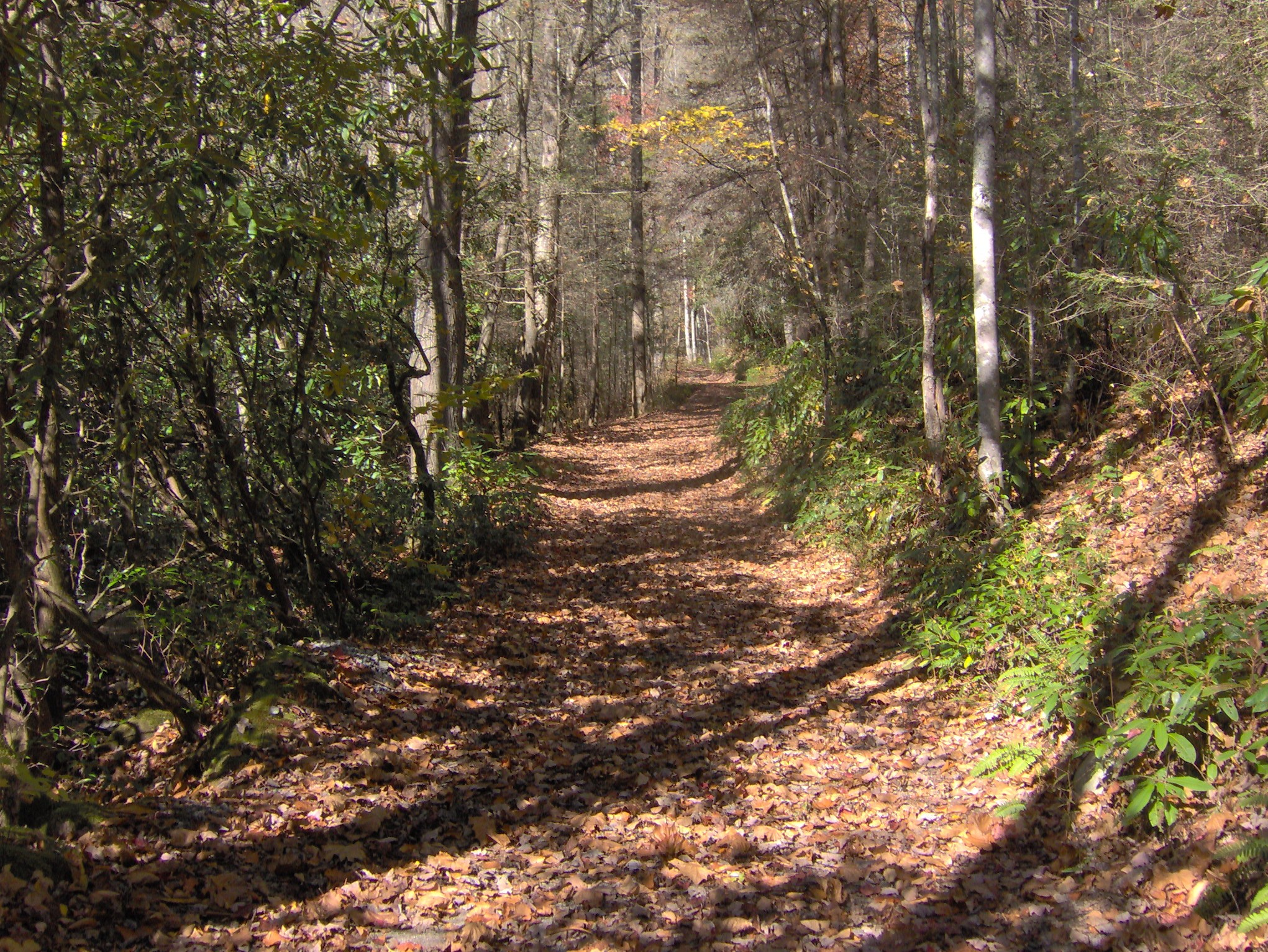
ボーン・バレーの遊歩道。ここで、牛の群れが凍結した。
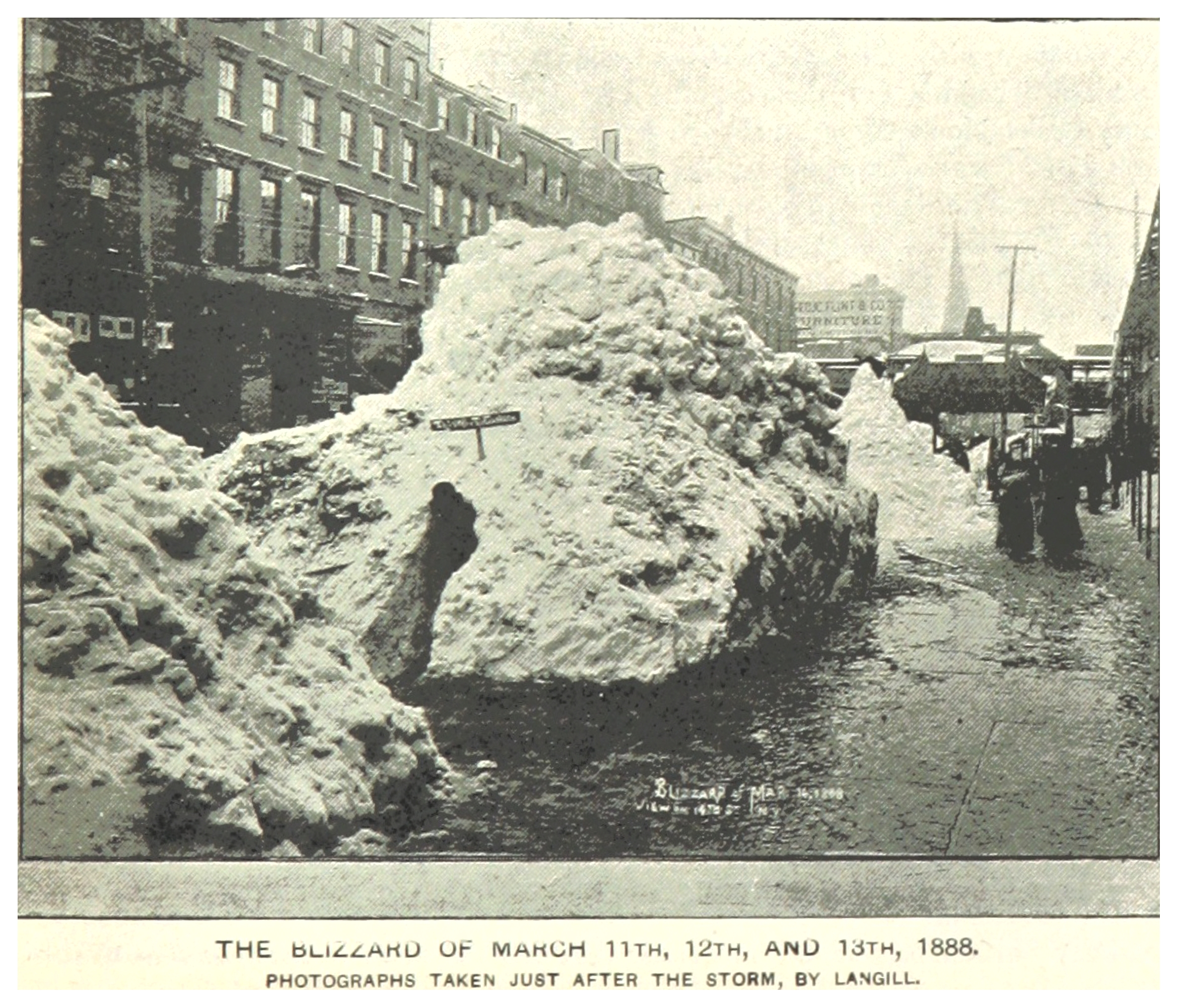
3月14日、ニューヨークの14番通りにて、「嵐のすぐ後に」撮影された。